# Roadracing-VM 2013
Världsmästerskapen i Roadracing 2013 arrangerades av Internationella motorcykelförbundet och innehöll klasserna MotoGP, Moto2 och Moto3 i Grand Prix-serien. Därutöver har klasserna Superbike, Supersport, Endurance och Sidovagnsracing världsmästerskapsstatus. VM-titlar delas ut till bästa förare och till bästa konstruktör.

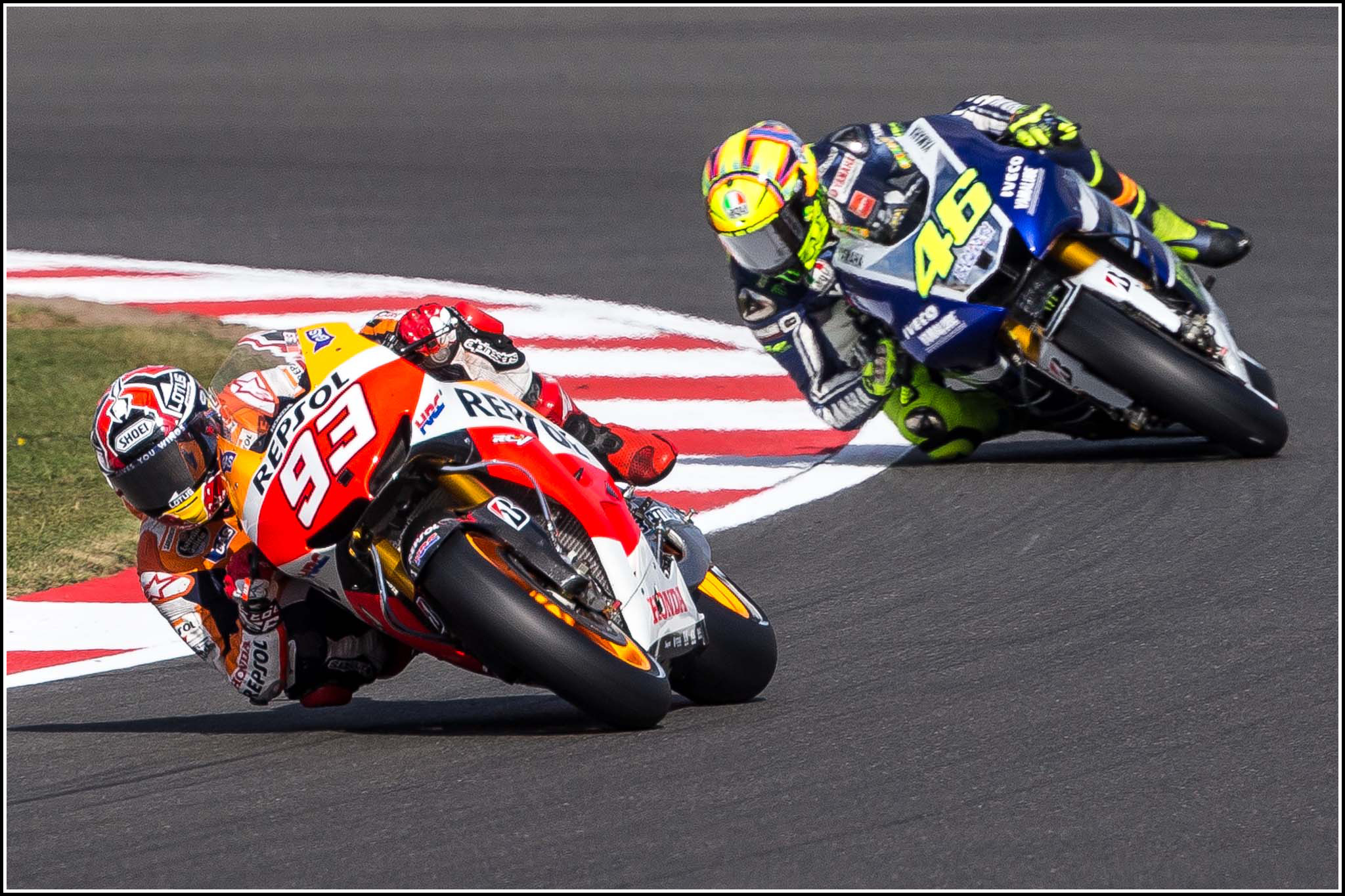
2013 års världsmästare i MotoGP - Marc Márquez (93) - och Valentino Rossi på Silverstonebanan.

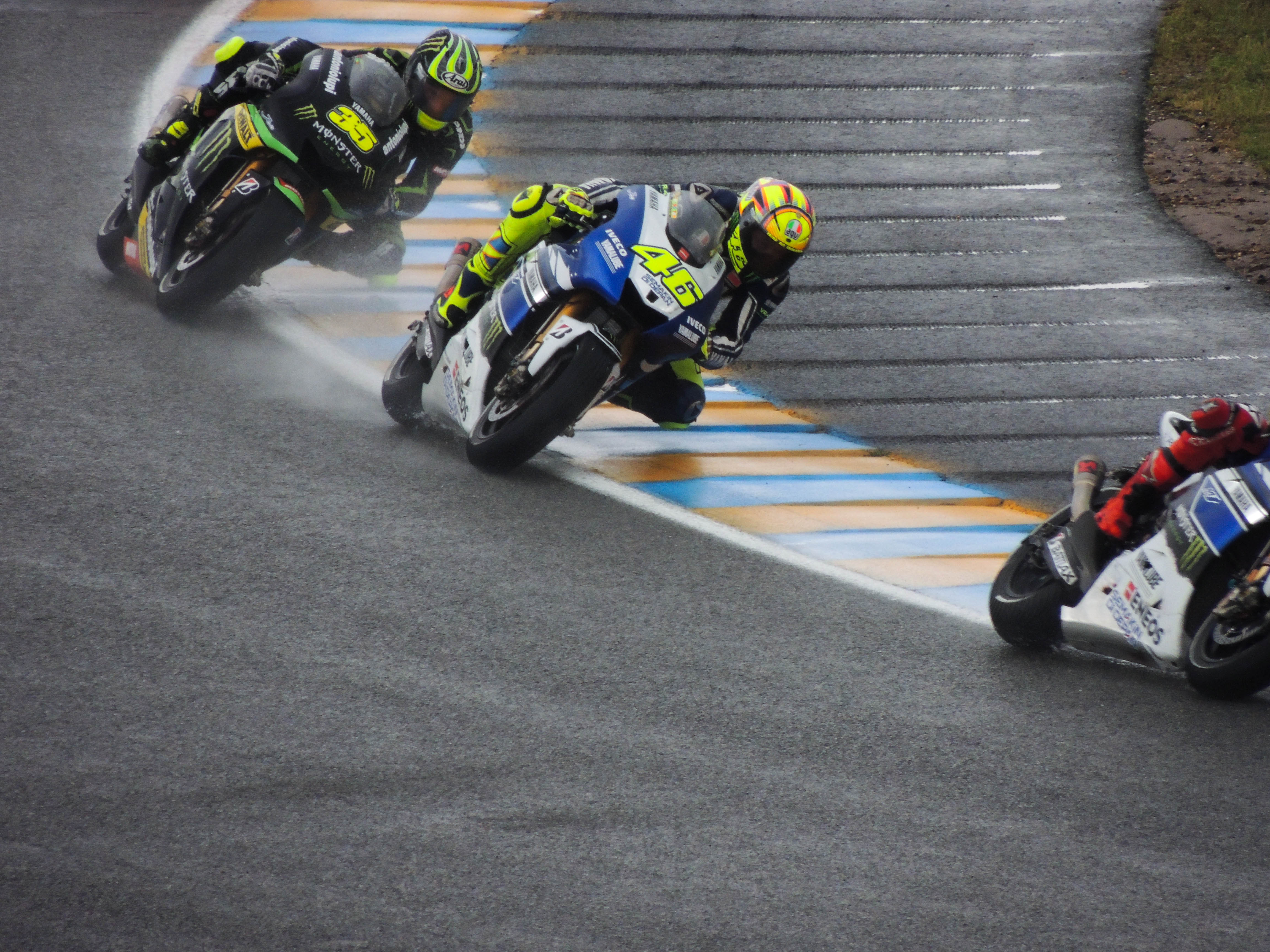
Crutchlow (35), Rossi (46) och Lorenzo (delvis skymd) under Frankrikes GP.

| Världsmästare i roadracing 2013 | Världsmästare i roadracing 2013                           | Världsmästare i roadracing 2013 |
| Klass                           | Mästare individuellt                                      | Mästare konstruktörer           |
| ------------------------------- | --------------------------------------------------------- | ------------------------------- |
| MotoGP                          | Marc Márquez                                              | Honda                           |
| Moto2                           | Pol Espargaró                                             | Kalex                           |
| Moto3                           | Maverick Viñales                                          | KTM                             |
| Superbike                       | Tom Sykes (Kawasaki)                                      | Aprilia                         |
| Supersport                      | Sam Lowes (Yamaha)                                        | Kawasaki                        |
| Endurance                       | Suzuki Endurance Racing Team (Philippe, Da Costa, Cudlin) | Suzuki                          |
| Sidvagn                         | / Pekka Päivärinta / Adolf Hänni                          | -                               |

## Grand Prix
Grand Prix-klasserna i roadracing är MotoGP, Moto2 och Moto3. De körs tillsammans under sammanhållna tävlingshelger. År 2013 ingick 18 stycken Grand Prix i tävlingskalendern. Det var från början 19, men återkomsten av Argentinas Grand Prix sköts upp till 2014. Portugals Grand Prix utgick och Amerikas Grand Prix (Grand Prix of the Americas) i Austin i Texas kom till. Därmed kördes tre Grand Prix i USA. Flest Grand Prix kördes i Spanien, där som vanligt de senaste åren fyra GP-tävlingar avgjordes.

### Tävlingskalender
| Omgång | Datum        | Grand Prix           | Bana                                   | Segrare Moto3    | Segrare Moto2 | Segrare MotoGP  |
| ------ | ------------ | -------------------- | -------------------------------------- | ---------------- | ------------- | --------------- |
| 1      | 7 april      | Qatar                | Losail, Doha                           | Luis Salom       | Pol Espargaró | Jorge Lorenzo   |
| 2      | 21 april     | Amerikas GP          | Circuit of the Americas, Austin        | Álex Rins        | Nicolás Terol | Marc Márquez    |
| 3      | 5 maj        | Spanien              | Jerez, Jerez de la Frontera            | Maverick Viñales | Esteve Rabat  | Dani Pedrosa    |
| 4      | 19 maj       | Frankrike            | Le Mans Bugatti, Le Mans               | Maverick Viñales | Scott Redding | Dani Pedrosa    |
| 5      | 2 juni       | Italien              | Mugello Circuit, Mugello               | Luis Salom       | Scott Redding | Jorge Lorenzo   |
| 6      | 16 juni      | Katalonien           | Catalunya, Montmeló                    | Luis Salom       | Pol Espargaró | Jorge Lorenzo   |
| 7      | 29 juni      | TT Assen             | TT Circuit Assen, Drenthe              | Luis Salom       | Pol Espargaró | Valentino Rossi |
| 8      | 14 juli      | Tyskland             | Sachsenring, Hohenstein-Ernstthal      | Álex Rins        | Jordi Torres  | Marc Márquez    |
| 9      | 21 juli      | Förenta staternas GP | Laguna Seca, Monterey                  |                  |               | Marc Márquez    |
| 10     | 18 augusti   | Indianapolis GP      | Indianapolis, Indianapolis             | Álex Rins        | Esteve Rabat  | Marc Márquez    |
| 11     | 25 augusti   | Tjeckien             | Masaryk Circuit, Brno                  | Luis Salom       | Mika Kallio   | Marc Márquez    |
| 12     | 1 september  | Storbritannien       | Silverstone, Silverstone               | Luis Salom       | Scott Redding | Jorge Lorenzo   |
| 13     | 15 september | San Marino           | Misano, Misano Adriatico               | Álex Rins        | Pol Espargaró | Jorge Lorenzo   |
| 14     | 29 september | Aragoniens GP        | Motorland Aragón, Alcañiz              | Álex Rins        | Nicolás Terol | Marc Márquez    |
| 15     | 13 oktober   | Malaysia             | Sepang, Selangor                       | Luis Salom       | Esteve Rabat  | Dani Pedrosa    |
| 16     | 20 oktober   | Australien           | Phillip Island Circuit, Phillip Island | Álex Rins        | Pol Espargaró | Jorge Lorenzo   |
| 17     | 27 oktober   | Japan                | Twin Ring Motegi, Motegi               | Álex Márquez     | Pol Espargaró | Jorge Lorenzo   |
| 18     | 10 november  | Valencia             | Circuit Ricardo Tormo, Valencia        | Maverick Viñales | Nicolás Terol | Jorge Lorenzo   |

Noter:
- ^1  - Kvällsrace i elljus.
- ^2  - Tävlingarna avgjordes traditionsenligt på lördag istället för söndag.
- ^3  -  Endast MotoGP, inte Moto2 och 3.

### Poängräkning
De 15 främsta i varje race fick poäng enligt tabellen nedan. Alla race räknas.
| Plats | 1  | 2  | 3  | 4  | 5  | 6  | 7 | 8 | 9 | 10 | 11 | 12 | 13 | 14 | 15 |
| ----- | -- | -- | -- | -- | -- | -- | - | - | - | -- | -- | -- | -- | -- | -- |
| Poäng | 25 | 20 | 16 | 13 | 11 | 10 | 9 | 8 | 7 | 6  | 5  | 4  | 3  | 2  | 1  |

## MotoGP

### Startlista MotoGP
| Nr | Förare             | Nation         | Team                                    | Motorcykel   | GP                     | Anmärkning                      |
| -- | ------------------ | -------------- | --------------------------------------- | ------------ | ---------------------- | ------------------------------- |
| 4  | Andrea Dovizioso   | Italien        | Ducati Team                             | Ducati       | 1-18                   |                                 |
| 5  | Colin Edwards      | USA            | NGM Mobile Forward Racing               | FTR Kawasaki | 1-18                   |                                 |
| 6  | Stefan Bradl       | Tyskland       | LCR Honda MotoGP                        | Honda        | 1-18                   |                                 |
| 7  | Hiroshi Aoyama     | Japan          | Avintia Blusens                         | FTR          | 1-5, 8-18              |                                 |
| 8  | Héctor Barberá     | Spanien        | Avintia Blusens                         | FTR          | 1-18                   |                                 |
| 9  | Danilo Petrucci    | Italien        | Came IodaRacing Project                 | Ioda-Suter   | 1-18                   |                                 |
| 11 | Ben Spies          | USA            | Pramac Racing Team                      | Ducati       | 1-2, 5, 10             |                                 |
| 14 | Randy De Puniet    | Frankrike      | Power Electronics Aspar                 | ART          | 1-18                   |                                 |
| 15 | Alex de Angelis    | San Marino     | Pramac Racing Team                      | Ducati       | 9                      | Ersatte nr 11 Spies             |
| 17 | Karel Abraham      | Tjeckien       | Cardion AB Motoracing                   | ART          | 1-11, 13               |                                 |
| 19 | Álvaro Bautista    | Spanien        | Go & Fun Honda Gresini                  | Honda        | 1-18                   |                                 |
| 21 | Katsuyuki Nakasuga | Japan          | Yamaha YSP Racing Team                  | Yamaha       | 17                     | Wildcard                        |
| 22 | Ivan Silva         | Spanien        | Avintia Blusens                         | FTR          | 7                      | Ersatte nr 7 Aoyama             |
| 23 | Luca Scassa        | Italien        | Cardion AB Motoracing                   | ART          | 14-18                  | Ersatte nr 17 Abraham           |
| 26 | Dani Pedrosa       | Spanien        | Repsol Honda Team                       | Honda        | 1-18                   |                                 |
| 29 | Andrea Iannone     | Italien        | Pramac Racing Team                      | Ducati       | 1-8, 10-18             |                                 |
| 35 | Cal Crutchlow      | Storbritannien | Monster Yamaha Tech 3                   | Yamaha       | 1-18                   |                                 |
| 38 | Bradley Smith      | Storbritannien | Monster Yamaha Tech 3                   | Yamaha       | 1-18                   |                                 |
| 41 | Aleix Espargaró    | Spanien        | Power Electronics Aspar                 | ART          | 1-18                   |                                 |
| 44 | Mike Barnes        | USA            | GP Tech                                 | BCL          | 2                      | Wildcard                        |
| 45 | Martin Bauer       | Österrike      | Remus Racing Team                       | S&B Suter    | 11, 18                 | Wildcard                        |
| 46 | Valentino Rossi    | Italien        | Yamaha Factory Racing                   | Yamaha       | 1-18                   |                                 |
| 50 | Damian Cudlin      | Australien     | Paul Bird Motorsport                    | PBM          | 14-18                  | Ny ordinarie efter 68 Hernandez |
| 51 | Michele Pirro      | Italien        | Ducati Test Team Pramac Racing Team     | Ducati       | 3, 5, 18 4, 6-8, 11-13 | Wildcard Ersatte nr 11 Spies    |
| 52 | Lukáš Pešek        | Tjeckien       | Came IodaRacing Project                 | Ioda-Suter   | 1-18                   |                                 |
| 67 | Bryan Staring      | Australien     | Go & Fun Honda Gresini                  | Honda        | 1-18                   |                                 |
| 68 | Yonny Hernández    | Colombia       | Paul Bird Motorsport Pramac Racing Team | ART Ducati   | 1-13 14-18             | Ersatte nr 11 Spies             |
| 69 | Nicky Hayden       | USA            | Ducati Team                             | Ducati       | 1-18                   |                                 |
| 70 | Michael Laverty    | Storbritannien | Paul Bird Motorsport                    | PBM ART      | 1-13 14-18             |                                 |
| 71 | Claudio Corti      | Italien        | NGM Mobile Forward Racing               | FTR Kawasaki | 1-18                   |                                 |
| 77 | Javier Del Amor    | Spanien        | Avintia Blusens                         | FTR          | 6                      | Ersatte nr 7 Aoyama             |
| 79 | Blake Young        | USA            | Attack Performance Racing               | APR          | 2, 9, 10               | Wildcard                        |
| 93 | Marc Márquez       | Spanien        | Repsol Honda Team                       | Honda        | 1-18                   |                                 |
| 99 | Jorge Lorenzo      | Spanien        | Yamaha Factory Racing                   | Yamaha       | 1-7, 9-18              |                                 |

### Resultat MotoGP
| Omgång | Bana            | Segrare         | Segrarens mc | Tvåa            | Trea            | Pole position | Snabbaste varv  |
| ------ | --------------- | --------------- | ------------ | --------------- | --------------- | ------------- | --------------- |
| 1      | Losail          | Jorge Lorenzo   | Yamaha       | Valentino Rossi | Marc Márquez    | Jorge Lorenzo | Marc Márquez    |
| 2      | Americas        | Marc Márquez    | Honda        | Dani Pedrosa    | Jorge Lorenzo   | Marc Márquez  | Marc Márquez    |
| 3      | Jerez           | Dani Pedrosa    | Honda        | Marc Márquez    | Jorge Lorenzo   | Jorge Lorenzo | Jorge Lorenzo   |
| 4      | Le Mans Bugatti | Dani Pedrosa    | Honda        | Cal Crutchlow   | Marc Márquez    | Marc Márquez  | Dani Pedrosa    |
| 5      | Mugello         | Jorge Lorenzo   | Yamaha       | Dani Pedrosa    | Cal Crutchlow   | Dani Pedrosa  | Marc Márquez    |
| 6      | Catalunya       | Jorge Lorenzo   | Yamaha       | Dani Pedrosa    | Marc Márquez    | Dani Pedrosa  | Marc Márquez    |
| 7      | Assen           | Valentino Rossi | Yamaha       | Marc Márquez    | Cal Crutchlow   | Cal Crutchlow | Valentino Rossi |
| 8      | Sachsenring     | Marc Márquez    | Honda        | Cal Crutchlow   | Valentino Rossi | Marc Márquez  | Marc Márquez    |
| 9      | Laguna Seca     | Marc Márquez    | Honda        | Stefan Bradl    | Valentino Rossi | Stefan Bradl  | Marc Márquez    |
| 10     | Indianapolis    | Marc Márquez    | Honda        | Dani Pedrosa    | Jorge Lorenzo   | Marc Márquez  | Marc Márquez    |
| 11     | Brno            | Marc Márquez    | Honda        | Dani Pedrosa    | Jorge Lorenzo   | Cal Crutchlow | Marc Márquez    |
| 12     | Silverstone     | Jorge Lorenzo   | Yamaha       | Marc Márquez    | Dani Pedrosa    | Marc Márquez  | Dani Pedrosa    |
| 13     | Misano          | Jorge Lorenzo   | Yamaha       | Marc Márquez    | Dani Pedrosa    | Marc Márquez  | Marc Márquez    |
| 14     | Aragón          | Marc Márquez    | Honda        | Jorge Lorenzo   | Valentino Rossi | Marc Márquez  | Dani Pedrosa    |
| 15     | Sepang          | Dani Pedrosa    | Honda        | Marc Márquez    | Jorge Lorenzo   | Marc Márquez  | Marc Márquez    |
| 16     | Phillip Island  | Jorge Lorenzo   | Yamaha       | Dani Pedrosa    | Valentino Rossi | Jorge Lorenzo | Marc Márquez    |
| 17     | Motegi          | Jorge Lorenzo   | Yamaha       | Marc Márquez    | Dani Pedrosa    | Jorge Lorenzo | Jorge Lorenzo   |
| 18     | Valencia        | Jorge Lorenzo   | Yamaha       | Dani Pedrosa    | Marc Márquez    | Marc Márquez  | Dani Pedrosa    |

### Mästerskapsställning MotoGP
Slutställning efter 18 deltävlingar. Marc Márquez säkrade VM-titeln i sista omgången. 27 förare tog VM-poäng.
1. Marc Márquez, 334 p.
2. Jorge Lorenzo, 330 p.
3. Dani Pedrosa, 300 p.
4. Valentino Rossi, 237 p.
5. Cal Crutchlow, 188 p.
6. Álvaro Bautista, 171 p.
7. Stefan Bradl, 156 p.
8. Andrea Dovizioso, 140 p.
9. Nicky Hayden, 126 p.
10. Bradley Smith, 116 p.
11. Aleix Espargaró, 93 p.
12. Andrea Iannone, 57 p.
13. Michele Pirro, 56 p.
14. Colin Edwards, 41 p.
15. Randy De Puniet, 36 p.
16. Héctor Barberá, 35 p.
17. Danilo Petrucci, 24 p.
18. Yonny Hernández, 21 p.
19. Claudio Corti, 14 p.
20. Hiroshi Aoyama, 13 p.
21. Ben Spies, 9 p.
22. Katsuyuki Nakasuga, 5 p.
23. Alex de Angelis, 5 p.
24. Karel Abraham, 5 p.
25. Michael Laverty, 3 p.
26. Bryan Staring, 2 p.
27. Javier Del Amor, 1 p.

## Moto2

### Startlista Moto2
| Nr | Förare              | Nation         | Team                                                 | Motorcykel           | GP                      | Anmärkning                                    |
| -- | ------------------- | -------------- | ---------------------------------------------------- | -------------------- | ----------------------- | --------------------------------------------- |
| 3  | Simone Corsi        | Italien        | NGM Mobile Racing                                    | Speed Up             | 1-8, 10-18              |                                               |
| 4  | Randy Krummenacher  | Schweiz        | Technomag carXpert                                   | Suter                | 1-8, 10-13, 18          |                                               |
| 5  | Johann Zarco        | Frankrike      | Came IodaRacing Project                              | Suter                | 1-8, 10-18              |                                               |
| 7  | Doni Tata Pradita   | Indonesien     | Federal Oil Gresini Moto2                            | Suter                | 1-8, 10-18              |                                               |
| 8  | Gino Rea            | Storbritannien | Gino Rea Montaze Broz Racing Argiñano & Gines Racing | KTR Speed Up         | 4, 7-8, 11-14, 18 15-17 | Wildcard Ersatte nr 17 Moncayo                |
| 9  | Kyle Smith          | Storbritannien | Blusens Avintia                                      | Kalex                | 1-8, 10                 | Avbröt säsongen                               |
| 10 | Thitipong Warokorn  | Thailand       | Honda Gresini Moto2                                  | Suter                | 10-16                   | Ny ordinarie efter 14 Wilairot                |
| 11 | Sandro Cortese      | Tyskland       | Dynavolt Intact GP                                   | Kalex                | 1-8, 10-18              |                                               |
| 12 | Thomas Lüthi        | Schweiz        | Interwetten-Paddock                                  | Suter                | 2-8, 10-18              |                                               |
| 14 | Ratthapark Wilairot | Thailand       | Honda Gresini Moto2                                  | Suter                | 1-8                     | Avbröt säsongen                               |
| 15 | Alex De Angelis     | San Marino     | NGM Mobile Forward Racing                            | Speed Up             | 1-8, 10-18              |                                               |
| 17 | Alberto Moncayo     | Spanien        | Arguiñano y Gines Racing                             | Motobost             | 1-7, 10-14, 18          |                                               |
| 18 | Nicolás Terol       | Spanien        | Mapfre Aspar Team Moto2                              | Suter                | 1-8, 10-18              |                                               |
| 19 | Xavier Siméon       | Belgien        | SAG Team                                             | Kalex                | 1-8, 10-18              |                                               |
| 21 | Zaqhwan Zaidi       | Indonesien     | Technomag carXpert                                   | Suter                | 15                      | Ersatte nr 4 Krummenacher                     |
| 22 | Jason O'Halloran    | Australien     | Jir Moto2                                            | Motobi               | 12-13                   | Ersatte nr 63 Di Meglio                       |
| 23 | Marcel Schrötter    | Tyskland       | SAG Team                                             | Kalex                | 1-8, 10-18              |                                               |
| 24 | Toni Elías          | Spanien        | Blusens Avintia                                      | Kalex                | 1-8, 10-12              | Avbröt säsongen                               |
| 25 | Azlan Shah          | Malaysia       | Idemitsu Honda Team Asia                             | Moriwaki             | 13-18                   | Ny ordinarie efter 72 Takahashi               |
| 27 | Dani Rivas          | Spanien        | TSR Motorsport Blusens Avintia                       | Kalex                | 3, 6 11-12              | Wildcard Ny ordinarie efter 9 Smith           |
| 28 | Roman Ramos         | Spanien        | Arguiñano y Gines Racing Jir Moto2                   | Motobost Motobi      | 8 14                    | Ersatte nr 17 Moncayo Ersatte nr 63 Di Meglio |
| 30 | Takaaki Nakagami    | Japan          | Italtrans Racing Team                                | Kalex                | 1-8, 10-18              |                                               |
| 31 | Kohta Nozane        | Japan          | Jir Moto2 Webike Team Norick NTS                     | Motobi TSR           | 16, 18 17               | Ersatte nr 63 Di Meglio Wildcard              |
| 33 | Sergio Gadea        | Spanien        | Interwetten Paddock                                  | Suter                | 1                       | Ersatte nr 12 Lüthi.                          |
| 34 | Ezequiel Iturrioz   | Argentina      | Blusens Avintia                                      | Kalex                | 13-18                   | Ny ordinarie efter 24 Elías                   |
| 35 | Tetsuta Nagashima   | Japan          | Jir Moto2                                            | Motobi               | 17                      | Ersatte nr 63 Di Meglio                       |
| 36 | Mika Kallio         | Finland        | Marc VDS Racing Team                                 | Kalex                | 1-8, 10-18              |                                               |
| 40 | Pol Espargaró       | Spanien        | Tuenti 40 HP                                         | Kalex                | 1-8, 10-18              |                                               |
| 43 | James Rispoli       | USA            | GP Tech                                              | Mistral 610          | 10                      | Wildcard                                      |
| 44 | Steven Odendaal     | Sydafrika      | Arguiñano y Gines Racing                             | Motobost             | 1-8, 10-18              |                                               |
| 45 | Scott Redding       | Storbritannien | Marc VDS Racing Team                                 | Kalex                | 1-8, 10-18              |                                               |
| 46 | Decha Kraisart      | Thailand       | Singha Eneos Yamaha Tech3                            | Tech3                | 15, 17                  | Wildcard                                      |
| 49 | Axel Pons           | Spanien        | Tuenti 40 HP                                         | Kalex                | 1-8, 10-18              |                                               |
| 52 | Danny Kent          | Storbritannien | Tech 3                                               | Tech 3               | 1-8, 10-17              |                                               |
| 54 | Mattia Pasini       | Italien        | NGM Mobile Forward Racing                            | Speed Up             | 1-8, 10-18              |                                               |
| 55 | Hafizh Syahrin      | Indonesien     | Petronas Raceline Malaysia                           | Kalex                | 4, 6, 15, 18            | Wildcard                                      |
| 60 | Julián Simón        | Spanien        | Italtrans Racing Team                                | Kalex                | 1-8, 10-18              |                                               |
| 62 | Fadli Immammuddin   | Indonesien     | Jir Moto2                                            | Motobi               | 15                      | Ersatte nr 63 Di Meglio                       |
| 63 | Mike Di Meglio      | Frankrike      | Jir Moto2                                            | Motobi               | 1-11                    |                                               |
| 70 | Robin Mulhauser     | Schweiz        | Technomag carXpert                                   | Suter                | 14                      | Ersatte nr 4 Krummenacher                     |
| 72 | Yuki Takahashi      | Japan          | Idemitsu Honda Team Asia                             | Moriwaki             | 1-8, 10-12              | Avbröt säsongen                               |
| 77 | Dominique Aegerter  | Schweiz        | Technomag carXpert                                   | Suter                | 1-8, 10-18              |                                               |
| 80 | Esteve Rabat        | Spanien        | Tuenti 40 HP                                         | Kalex                | 1-8, 10-18              |                                               |
| 81 | Jordi Torres        | Spanien        | Mapfre Aspar Team Moto2                              | Suter                | 1-8, 10-18              |                                               |
| 88 | Ricard Cardus       | Spanien        | NGM Mobile Forward Racing                            | Speed Up             | 1-8, 10-18              |                                               |
| 92 | Alex Mariñelarena   | Spanien        | TargoBank Motorsport Blusens Avintia                 | Suter Kalex          | 3, 8 13-18              | Wildcard Ersatte nr 27 Rivas                  |
| 94 | Franco Morbidelli   | Italien        | Honda Gresini Moto2                                  | Suter                | 17-18                   | Ersatte nr 10 Warokorn                        |
| 95 | Anthony West        | Australien     | QMMF Racing Team                                     | Speed Up             | 1-8, 10-18              |                                               |
| 96 | Louis Rossi         | Frankrike      | Tech 3                                               | Tech 3               | 1-8, 10-18              |                                               |
| 97 | Rafid Topan Sucipto | Indonesien     | QMMF Racing Team                                     | Speed Up             | 1-8, 10-18              |                                               |
| 99 | Lucas Mahias        | Frankrike      | Promoto Sport Tech 3                                 | Transfiormers Tech 3 | 11 18                   | Wildcard Ersatte nr 52 Kent                   |

### Resultat Moto2
| Omgång | Bana            | Segrare       | Segrarens mc | Tvåa             | Trea               | Pole position    | Snabbaste varv  |
| ------ | --------------- | ------------- | ------------ | ---------------- | ------------------ | ---------------- | --------------- |
| 1      | Losail          | Pol Espargaró | Kalex        | Scott Redding    | Takaaki Nakagami   | Pol Espargaró    | Pol Espargaró   |
| 2      | Americas        | Nicolás Terol | Suter        | Esteve Rabat     | Mika Kallio        | Scott Redding    | Nicolás Terol   |
| 3      | Jerez           | Esteve Rabat  | Kalex        | Scott Redding    | Pol Espargaró      | Esteve Rabat     | Esteve Rabat    |
| 4      | Le Mans Bugatti | Scott Redding | Kalex        | Mika Kallio      | Xavier Siméon      | Takaaki Nakagami | Scott Redding   |
| 5      | Mugello         | Scott Redding | Kalex        | Nicolás Terol    | Johann Zarco       | Scott Redding    | Johann Zarco    |
| 6      | Catalunya       | Pol Espargaró | Kalex        | Esteve Rabat     | Thomas Lüthi       | Pol Espargaró    | Thomas Lüthi    |
| 7      | Assen           | Pol Espargaró | Kalex        | Scott Redding    | Dominique Aegerter | Pol Espargaró    | Pol Espargaró   |
| 8      | Sachsenring     | Jordi Torres  | Suter        | Simone Corsi     | Pol Espargaró      | Xavier Siméon    | Julián Simón    |
| 9      | Indianapolis    | Esteve Rabat  | Kalex        | Takaaki Nakagami | Scott Redding      | Scott Redding    | Scott Redding   |
| 10     | Brno            | Mika Kallio   | Kalex        | Takaaki Nakagami | Thomas Lüthi       | Takaaki Nakagami | Johann Zarco    |
| 11     | Silverstone     | Scott Redding | Kalex        | Takaaki Nakagami | Thomas Lüthi       | Takaaki Nakagami | Esteve Rabat    |
| 12     | Misano          | Pol Espargaró | Kalex        | Takaaki Nakagami | Esteve Rabat       | Pol Espargaró    | Pol Espargaró   |
| 13     | Aragón          | Nicolás Terol | Suter        | Esteve Rabat     | Pol Espargaró      | Nicolás Terol    | Esteve Rabat    |
| 14     | Sepang          | Esteve Rabat  | Kalex        | Pol Espargaró    | Thomas Lüthi       | Esteve Rabat     | Mika Kallio     |
| 15     | Phillip Island  | Pol Espargaró | Kalex        | Thomas Lüthi     | Jordi Torres       | Pol Espargaró    | Alex De Angelis |
| 16     | Motegi          | Pol Espargaró | Kalex        | Mika Kallio      | Thomas Lüthi       | Mika Kallio      | Pol Espargaró   |
| 17     | Valencia        | Nicolás Terol | Suter        | Jordi Torres     | Johann Zarco       | Pol Espargaró    | Jordi Torres    |

### Mästerskapsställning Moto2
Slutställning efter 17 deltävlingar. Pol Espargaró var klar världsmästare efter 16 deltävlingar. 28 förare tog VM-poäng.
1. Pol Espargaró, 265 p.
2. Scott Redding, 225 p.
3. Esteve Rabat, 215 p.
4. Mika Kallio, 187 p.
5. Dominique Aegerter, 157 p.
6. Thomas Lüthi, 155 p.
7. Nicolás Terol, 150 p.
8. Takaaki Nakagami, 148 p.
9. Johann Zarco, 139 p.
10. Jordi Torres, 126 p.
11. Simone Corsi, 105 p.
12. Xavier Siméon, 88 p
13. Julián Simón, 79 p.
14. Alex de Angelis, 76 p.
15. Anthony West, 61 p.
16. Mattia Pasini, 55 p.
17. Marcel Schrötter, 33 p.
18. Toni Elías, 21 p.
19. Randy Krummenacher, 20 p.
20. Sandro Cortese, 19 p.
21. Mike Di Meglio, 18 p.
22. Danny Kent, 15 p.
23. Richard Cardus, 7 p.
24. Axel Pons, 5 p.
25. Louis Rossi, 4 p.
26. Gino Rea, 4 p.
27. Alex Mariñelarena, 2 p.
28. Doni Tata Pradita, 1 p.

## Moto3

### Startlista Moto3
| Nr | Förare                 | Nation         | Team                                     | Motorcykel                    | GP                  | Anmärkning                              |
| -- | ---------------------- | -------------- | ---------------------------------------- | ----------------------------- | ------------------- | --------------------------------------- |
| 3  | Matteo Ferrari         | Italien        | Ongetta-Centro Seta                      | FTR Honda                     | 1-8, 10-18          |                                         |
| 4  | Francesco Bagnaia      | Italien        | Team Italia FMI                          | FTR Honda                     | 1-8, 10-18          |                                         |
| 5  | Romano Fenati          | Italien        | Team Italia FMI                          | FTR Honda                     | 1-8, 10-18          |                                         |
| 6  | Maria Herrera          | Spanien        | Junior Team Estrella Galicia 0,0         | KTM                           | 14                  | Wildcard                                |
| 7  | Efrén Vázquez          | Spanien        | Mahindra Racing                          | Mahindra                      | 1-8, 10-18          |                                         |
| 8  | Jack Miller            | Australien     | Racing Team Germany                      | FTR Honda                     | 1-8, 10-18          |                                         |
| 9  | Toni Finsterbusch      | Tyskland       | Kiefer Racing                            | Kalex KTM                     | 1-8, 10-18          |                                         |
| 10 | Alexis Masbou          | Frankrike      | Ongetta-Rivacold                         | FTR Honda                     | 1-8, 10-18          |                                         |
| 11 | Livio Loi              | Belgien        | Marc VDS Racing Team                     | Kalex KTM                     | 3-8, 10-18          |                                         |
| 12 | Álex Márquez           | Spanien        | Estrella Galicia 0,0                     | KTM                           | 1-8, 10-18          |                                         |
| 16 | Andrea Migno           | Italien        | GMT Racing                               | FTR                           | 6, 11               | Wildcard                                |
| 17 | John McPhee            | Storbritannien | Racing Team Germany                      | FTR Honda                     | 1-8, 10-18          |                                         |
| 18 | Christophe Arciero     | Frankrike      | ART                                      | Suter                         | 4                   | Wildcard                                |
| 19 | Alessandro Tonucci     | Italien        | La Fonte Tascaracing                     | Honda FTR Honda               | 1-3 4-8, 10-15      |                                         |
| 21 | Luca Amato             | Tyskland       | Mahindra Spiel-Kiste Ambrogio Racing -"- | Mahindra Suter Honda Mahindra | 8 11-12 13-18       | Wildcard Ordinarie efter nr 99 Webb -"- |
| 22 | Ana Carrasco           | Spanien        | Team Calvo                               | KTM                           | 1-8, 10-18          |                                         |
| 23 | Niccolò Antonelli      | Italien        | Go & Fun Gresini Moto3                   | FTR Honda                     | 1-8, 10-18          |                                         |
| 25 | Maverick Viñales       | Spanien        | Team Calvo                               | KTM                           | 1-8, 10-18          |                                         |
| 29 | Hyuga Watanabe         | Japan          | La Fonte Tascaracing                     | Honda FTR Honda               | 1-3 4-8, 10-18      |                                         |
| 31 | Niklas Ajo             | Finland        | Avant Tecno                              | KTM                           | 1-8, 10-18          |                                         |
| 32 | Isaac Viñales          | Spanien        | Bimbo-Ongetta-Centro Seta                | FTR Honda                     | 1-8, 10-18          |                                         |
| 33 | Sena Yamada            | Japan          | Team Plus One & Endurance                | Honda                         | 17                  | Wildcard                                |
| 37 | Kyle Ryde              | Storbritannien | Racing Steps Foundation KRP              | KRP Honda                     | 12                  | Wildcard                                |
| 39 | Luis Salom             | Spanien        | Red Bull KTM Ajo                         | KTM                           | 1-8, 10-18          |                                         |
| 41 | Brad Binder            | Sydafrika      | Ambrogio Racing                          | Suter Honda Mahindra          | 1-8, 10-12 13-18    |                                         |
| 42 | Álex Rins              | Spanien        | Estrella Galicia 0,0                     | Honda                         | 1-8, 10-18          |                                         |
| 43 | Luca Grünwald          | Tyskland       | Kiefer Racing                            | Kalex KTM                     | 16-17               | Ersatte nr 66 Alt                       |
| 44 | Miguel Oliveira        | Portugal       | Mahindra Racing                          | Mahindra                      | 1-8, 10-18          |                                         |
| 47 | Callum Barker          | Australien     | Barker - McVey Racing                    | Honda                         | 16                  | Wildcard                                |
| 49 | Jorge Nacarro          | Spanien        | Cuna de Campeones                        | MIR Honda                     | 3, 18               | Wildcard                                |
| 51 | Bryan Schouten         | Nederländerna  | Dutch Racing Team                        | FTR Honda                     | 7, 14               | Wildcard                                |
| 53 | Jasper Iwema           | Nederländerna  | RW Racing GP                             | Kalex KTM                     | 1-8, 10-18          |                                         |
| 55 | Andrea Locatelli       | Italien        | Mahindra Racing                          | Mahindra                      | 5, 13               | Wildcard                                |
| 57 | Eric Granado           | Brasilien      | Mapfre Aspar Team Moto3                  | Kalex KTM                     | 1-8, 10-18          |                                         |
| 58 | Juan Francisco Guevara | Spanien        | CIP Moto3                                | TSR Honda                     | 1-8, 10-18          |                                         |
| 61 | Arthur Sissis          | Australien     | Red Bull KTM Ajo                         | KTM                           | 1-8, 10-18          |                                         |
| 63 | Zulfahmi Khairuddin    | Malaysia       | Red Bull KTM Ajo                         | KTM                           | 1-                  |                                         |
| 65 | Philipp Öttl           | Tyskland       | Paddock TT Motion                        | Kalex KTM                     | 1-                  |                                         |
| 66 | Florian Alt            | Tyskland       | Kiefer Racing                            | Kalex KTM                     | 1-4, 6-8, 10-15, 18 |                                         |
| 71 | Thomas van Leeuwen     | Nederländerna  | Racing Team Van Leeuwen                  | Bakker Honda                  | 7                   | Wildcard                                |
| 75 | Lachlan Kavney         | Australien     | Bullet Racing                            | Bullet                        | 16                  | Wildcard                                |
| 77 | Lorenzo Baldassarri    | Italien        | Go & Fun Gresini Moto3                   | FTR Honda                     | 1-8, 10-18          |                                         |
| 79 | Aizat Malik            | Malaysia       | Touchline-SIC-AJO                        | KTM                           | 15                  | Wildcard                                |
| 80 | Hafiq Azmi             | Malaysia       | Touchline-SIC-AJO La Fonte Tascaracing   | KTM Honda                     | 15 16-18            | Wildcard Ersatte nr 19 Tonucci          |
| 84 | Jakub Kornfeil         | Tjeckien       | Redox RW Racing GP                       | Kalex KTM                     | 1-8, 10-18          |                                         |
| 86 | Kevin Hanus            | Tyskland       | Thomas Sabo GP Team                      | Honda                         | 3, 6, 8             | Wildcard                                |
| 89 | Alan Techer            | Frankrike      | CIP Moto3                                | TSR Honda                     | 1-8, 10-18          |                                         |
| 91 | Hiroki Ono             | Japan          | Honda Team Asia                          | Honda                         | 17                  | Wildcard                                |
| 93 | Michael Coletti        | Italien        | Minimoto Portomaggiore                   | Honda                         | 5                   | Wildcard                                |
| 94 | Jonas Folger           | Tyskland       | Mapfre Aspar Team Moto3                  | Kalex KTM                     | 1-8, 10-18          |                                         |
| 95 | Jules Danilo           | Frankrike      | Marc VDS Racing Team Ambrogio Racing     | Kalex KTM Suter Honda         | 4, 11 8, 10         | Wildcard Ersatte nr 99 Webb             |
| 97 | Luca Marini            | Italien        | San Carlo FMI Twelve Racing              | FTR Honda                     | 13                  | Wildcard                                |
| 98 | Wayne Ryan             | Storbritannien | Racing Steps Foundation KRP              | KRP Honda                     | 12                  | Wildcard                                |
| 99 | Danny Webb             | Storbritannien | Ambrogio Racing                          | Suter Honda                   | 1-7                 | Avbröt säsongen på grund av skada       |

### Resultat Moto3
| Omgång | Bana            | Segrare          | Segrarens mc | Tvåa             | Trea             | Pole position    | Snabbaste varv   |
| ------ | --------------- | ---------------- | ------------ | ---------------- | ---------------- | ---------------- | ---------------- |
| 1      | Losail          | Luis Salom       | KTM          | Maverick Viñales | Álex Rins        | Luis Salom       | Jonas Folger     |
| 2      | Americas        | Álex Rins        | KTM          | Maverick Viñales | Luis Salom       | Álex Rins        | Luis Salom       |
| 3      | Jerez           | Maverick Viñales | KTM          | Luis Salom       | Jonas Folger     | Álex Rins        | Luis Salom       |
| 4      | Le Mans Bugatti | Maverick Viñales | KTM          | Álex Rins        | Luis Salom       | Maverick Viñales | Maverick Viñales |
| 5      | Mugello         | Luis Salom       | KTM          | Álex Rins        | Maverick Viñales | Jonas Folger     | Maverick Viñales |
| 6      | Catalunya       | Luis Salom       | KTM          | Álex Rins        | Maverick Viñales | Luis Salom       | Maverick Viñales |
| 7      | Assen           | Luis Salom       | KTM          | Maverick Viñales | Álex Rins        | Miguel Oliveira  | Miguel Oliveira  |
| 8      | Sachsenring     | Álex Rins        | KTM          | Luis Salom       | Maverick Viñales | Álex Rins        | Luis Salom       |
| 9      | Indianapolis    | Álex Rins        | KTM          | Álex Márquez     | Maverick Viñales | Álex Rins        | Maverick Viñales |
| 10     | Brno            | Luis Salom       | KTM          | Maverick Viñales | Jonas Folger     | Álex Rins        | Luis Salom       |
| 11     | Silverstone     | Luis Salom       | KTM          | Álex Rins        | Álex Márquez     | Maverick Viñales | Álex Rins        |
| 12     | Misano          | Álex Rins        | KTM          | Maverick Viñales | Álex Márquez     | Jonas Folger     | Jonas Folger     |
| 13     | Aragón          | Álex Rins        | KTM          | Maverick Viñales | Álex Márquez     | Álex Rins        | Philipp Öttl     |
| 14     | Sepang          | Luis Salom       | KTM          | Álex Rins        | Miguel Oliveira  | Luis Salom       | Miguel Oliveira  |
| 15     | Phillip Island  | Álex Rins        | KTM          | Maverick Viñales | Luis Salom       | Luis Salom       | Álex Márquez     |
| 16     | Motegi          | Álex Márquez     | KTM          | Maverick Viñales | Jonas Folger     | Álex Rins        | Álex Márquez     |
| 17     | Valencia        | Maverick Viñales | KTM          | Jonas Folger     | Álex Rins        | Álex Rins        | Luis Salom       |

### Mästerskapsställning Moto3
Slutställning efter 17 deltävlingar. Maverick Viñales blev världsmästare genom segern i sista deltävlingen. 28 förare tog VM-poäng.
1. Maverick Viñales, 323 p.
2. Álex Rins, 311 p
3. Luis Salom, 302 p.
4. Álex Márquez, 213 p.
5. Jonas Folger, 183 p.
6. Miguel Oliveira, 150 p.
7. Jack Miller, 110 p.
8. Alexis Masbou, 94 p.
9. Efrén Vázquez, 82 p.
10. Romano Fenati, 73 p.
11. Jakub Kornfeil, 68 p.
12. Zulfahmi Khairuddin, 68 p.
13. Brad Binder, 66 p.
14. Niklas Ajo, 62 p.
15. Arthur Sissis, 59 p.
16. Niccolò Antonelli, 47 p.
17. Isaac Viñales, 47 p.
18. Philipp Öttl, 34 p.
19. John McPhee, 24 p.
20. Danny Webb, 15 p.
21. Ana Carrasco, 9 p.
22. Livio Loi, 8 p.
23. Alan Techer, 8 p.
24. Jasper Iwema, 8 p.
25. Eric Granado, 7 p.
26. Alessandro Tonucci, 6 p.
27. Matteo Ferrari, 2 p.
28. Hyuga Watanabe, 1 p.

## Övriga VM-klasser
FIM delade ut världsmästerskap i fyra klasser utöver de tre Grand Prix-klasserna: Superbike, Supersport, Endurance och Sidvagn.

### Superbike
Superbike-VM avgjordes över 14 omgångar (28 heat). Säsongen inleddes den 24 februari i Australien och avslutades den 20 oktober i Spanien. Britten Tom Sykes på Kawasaki säkrade världsmästartiteln i det näst sista heatet för säsongen.
Slutställning
1. Tom Sykes, 447 p.
2. Eugene Laverty, 424 p.
3. Sylvain Guintoli, 402 p.
4. Marco Melandri, 359 p.
5. Chaz Davies, 290 p.
6. Davide Giugliano, 211 p.
7. Michel Fabrizio, 188 p.
8. Loris Baz, 180 p.
9. Jonathan Rea, 176 p.
10. Jules Cluzel, 175 p.

### Supersport
Supersport-VM avgjordes över 12 omgångar. Supersport kördes vid samma tävlingshelger som Superbike-VM utom i USA 29/9. Britten Sam Lowes på Kawasaki säkrade världsmästartiteln i det näst sista heatet för säsongen.
Slutställning
1. Sam Lowes, 250 p. Klar världsmästare efter 11 deltävlingar.
2. Kenan Sofuoğlu, 201 p.
3. Fabien Foret, 140 p.
4. Michael van der Mark, 130 p.
5. Lorenzo Zanetti, 119 p.
6. Roberto Rolfo, 78 p.

### Endurance
Endurance-VM för motorcyklar avgjordes i fem deltävlingar: Bol d'Or (24 timmar) 20-21 april, Suzuka åttatimmars 28 juli, Oschersleben åttatimmars 17 augusti och Le Mans 24-timmars 21-22 september. Världsmästare för stall blev ånyo Suzuki Endurance Racing Team. Suzuki vann också konstruktörsmästerskapet.
Slutställning
1. Suzuki Endurance Racing Team, 93 p.
2. Yamaha France - GMT 94 - Michelin Yamalube, 88 p.
3. SRC Kawasaki, 80 p.
4. Team R2CL, 77 p.
5. Monster Energy Yamaha - YART, 71 p.
6. Team Bolliger Switzerland #8, 59 p.

### Sidvagnar
Världsmästerskapet för motorcyklar med sidvagn avgjordes i sju deltävlingar med vardera ett eller två heat, vilket gav 10 heat. Världsmästare blev Pekka Päivärinta från Finland med burkslaven Adolf Hänni från Schweiz. De försvarade sin VM-titel från 2012.
Slutställning
1. Pekka Päivärinta / Adolf Hänni, 202 p.
2. Ben Birchall / Tom Birchall, 191 p.
3. Jörg Steinhausen / Grégory Cluze, 178 p.
4. Scott Lawrie / James Neave, 108 p.
5. Kurt Hock / Maik Ziegler, 104 p.
6. Michael Grabmüller / Manfred Wechselberger, 81 p.